# Róża (album)
Róża – siódmy album studyjny zespołu Maanam wydany we wrześniu 1994 przez wytwórnię Kamiling Co.
Płyta okazała się najłagodniejszą spośród dotychczasowych wydawnictw. Sprzedała się w nakładzie 350 tysięcy egzemplarzy i jest najlepiej sprzedającym się albumem zespołu. Album był promowany przez widowisko muzyczne pod tym samym tytułem. Nagranie to zostało wydane na płycie DVD Maanamu Złote DVD Vol. 1.
Nagrania uzyskały status trzykrotnej platynowej płyty.
W 2012 album ukazał się na płycie winylowej
Z okazji 25. rocznicy premiery krążka, została wydana edycja specjalna zawierająca w zestawie apaszkę zaprojektowaną przez Zuzannę Miśko.
BRUM o płycie:

„Chyba najbardziej intymna płyta Maanamu. Delikatne śpiewanie Kory. Spokojna, pełna wewnętrznej zgodności, radosna i wielobarwna mozaika ballady, rocka i reggae. Proste pomysły Marka mają w sobie tyle wdzięku, serca i magii, że trudno się od tej muzyki oderwać. Śpiewna, przebojowa, tajemnicza podróż, która się jeszcze nie skończyła...”

{{Cytat}} Brakujące pola: treść. Przestarzałe pola: 1.
Kamil Sipowicz:

„Największy po ponownym się zejściu Maanamu sukces komercyjny, któremu towarzyszyła trzyczęściowa trasa koncertowa po największych halach Polski. Okładkę ze zdjęciem Andrzeja Świetlika zrobił Paweł Wroniszewski. Na instrumentach perkusyjnych grał Marcin „Dżakson" Wolski, na basie - Krzysztof Olesiński. Producent: Neil Black.”

{{Cytat}} Brakujące pola: treść. Przestarzałe pola: 1.

## Lista utworów
1. „Róża (zdrada i wniebowstąpienie)” – 2:52
2. „Zapatrzenie” – 2:56
3. „List (to nie hołd)” – 2:46
4. „Cafe Maur” – 3:42
5. „Bez ciebie umieram” – 4:01
6. „Wieje piaskiem od strony wojny” – 2:58
7. „Słońce jest okiem Boga” – 3:43
8. „Kocham i nienawidzę” – 3:04
9. „Owady podniosły skrzydła do lotu” – 3:01
10. „Nic dwa razy” – 2:17 (sł. Wisława Szymborska)
11. „Mówię do Ciebie coś” – 3:56
12. „Owady podniosły skrzydła do lotu (wersja filmowa z mewami)” – 6:03

## Skład
- Kora – śpiew
- Marek Jackowski – gitara
- Paweł Markowski – perkusja
- Krzysztof Olesiński – gitara basowa
- Ryszard Olesiński – gitara

Gościnnie
- Robbie Goldrocker – instrumenty klawiszowe
- Piotr Wolski – instrumenty perkusyjne